# Alexandra Fischer-Hunold
Alexandra Fischer-Hunold (* 1966 in Düsseldorf) ist eine deutsche Kinder- und Jugendbuchautorin, deren Werke im Fantastik-, Abenteuer-, Krimi- und Schulbereich spielen.

## Leben
Alexandra Fischer-Hunold studierte nach dem Abitur Germanistik und Anglistik, absolvierte eine Banklehre und arbeitete im Anschluss daran bei dem Kölner Reiseführerverlag DuMont. Bereits als Jugendliche fasste sie nach der Lektüre von Astrid Lindgrens Werken und der Bekanntschaft mit der Figur des schreibenden Herrn Melcher Melcherson in Ferien auf der Kräheninsel den Entschluss, eines Tages „spannende Geschichten für Kinder“ zu verfassen. Seit der Geburt ihrer Tochter 1997 schreibt sie an ihrer Dissertation über Michael Ende und verfasst Kinderbücher und Vorlesegeschichten. Ihre Bücher richten sich dabei in erster Linie an das weibliche Publikum zwischen sechs und zehn Jahren. Die Autorin hat mehrere Reihen entwickelt, wie z. B. Die Gespensterschule, Laura@Internat, Sherlock von Schlotterfels, Messerlillis wilde Töchter, sowie die Prinzessin Rosalea – Reihe und diverse Ratekrimis vor unterschiedlichem nationalem Hintergrund verfasst. Eines ihrer ungewöhnlichsten Projekte war die kindgerechte Geschichte Konrad Adenauers: Konrad, der Kanzler : Konrad Adenauer – sein Leben für Kinder erzählt (2009), wobei sie hier auf das umfangreiche Wissen ihres Cousins und ältesten Kanzlerenkels Konrad Adenauer mit identischem Namen zurückgreifen durfte. Mit ihrer aktuellen Reihe Eine Leiche zum Tee spricht die Autorin Teenager, die eine Vorliebe für das Krimi-Genre entwickeln, an.
2008 gehörte Alexandra Fischer-Hunold unter anderem neben Günter Wallraff als einzige Schriftstellerin zu den Juroren des Deutschen Vorlesepreises.
2017 erhielt sie für Lord Gordon – Ein Mops in königlicher Mission den Hansjörg-Martin-Preis.
Einige ihrer Werke wurden ins Arabische, Dänische, Italienische, Japanische, Koreanische, Niederländische, Slowenische und Ungarische übersetzt.
Alexandra Fischer-Hunold lebt mit ihrem Mann und Tochter sowie einem Hund namens Bootsmann als Erinnerung an Lindgren in Westfalen in Münster-Gievenbeck.

## Rezension
Zu Konrad, der Kanzler : Konrad Adenauer – sein Leben für Kinder erzählt (2009) meinte Constantin Graf von Hoensbroech, dass es der Autorin gelingt, „die vielen historischen Daten und Fakten im Zusammenhang mit dem Leben des Bundeskanzlers geschickt als Geschichte mit Geschichten zu erzählen und Geschichte eben nicht als die Aneinanderreihung von staubtrockenen Daten und Fakten abzuarbeiten. Sehr hilf- und lehrreich am Ende des Buches ist die Zeitleiste mit den wichtigsten Daten und Ereignissen. So ist insgesamt ein lesenswertes Buch entstanden, das seinen Charme durch seine geglückte Mischung aus lebendiger Erzählung, exakter Historie sowie kindgerechter Illustration erhält und dabei sicherlich auch für Adenauerkenner und politisch Interessierte manch Überraschendes berichtet“.
Cornelia Geißler lobte in der Berliner Zeitung das Konzept der Rate-Krimis: „In den Handlungstexten fügen sich Sachinformationen und Spannungselemente unauffällig ineinander. Am Ende eines jeden Buches gibt es noch mehr Hintergründe zum jeweiligen Land, zu den Lebensbedingungen und vor allem zur Natur. So macht Lesen klug“.
Der Ausflug der Autorin in den Bereich der romantischen Verliebtheit von Jugendlichen (Biete Luftschloss, suche Traumprinzen) kam jedoch nicht unbedingt bei ihren Leserinnen an, wie eine 11-Jährige im Auftrag des Hessischen Rundfunks im Rahmen der Frankfurter Buchmesse beurteilte: Das Buch sei eher mäßig aufgrund seiner Längen und nur aufgrund der relativ lockeren Schreibe zu ertragen. „Die Grundidee, auf der die Geschichte aufgebaut ist, [ist] nicht neu und spätestens nach dem dritten Kapitel kann sich sowieso jeder denken, wie es ausgeht. Dann nervt mich total das Nonstop-Geschwärme von Tabea über Jan-Justus. Sie sieht echt alles durch die rosa Brille! Das hält man nicht aus!“

## Werke
- Eine Leiche zum Tee
  - Eine Leiche zum Tee. Ueberreuter Verlag, Berlin 2019, ISBN 978-3-7641-7082-0
  - Eine Leiche zum Tee – Mord in der Bibliothek. Ueberreuter Verlag, Berlin 2020, ISBN 978-3-7641-7108-7
- 66 Bücher, von denen alle sagen, dass du sie gelesen haben musst : #niegelesen #kennichtrotzdem #ichdenkealsobinich. Fischer, Frankfurt am Main 2017, ISBN 978-3-7335-0279-9
- Lord Gordon – Ein Mops in königlicher Mission. Illustrationen Iacopo Bruno. Ravensburger Verlag, Ravensburg 2016, ISBN 978-3-473-36927-0
- Messerlillis wilde Töchter
  - Bd. 1. Auf Schatzsuche in der Karibik. Loewe Verlag, Bindlach 2013, ISBN 978-3-86804-286-3
  - Bd. 2. Piratenalarm in Santocruz. Loewe Verlag, Bindlach 2013, ISBN 978-3-7855-7383-9
  - Bd. 3. Das Rätsel der Geisterinsel. Loewe Verlag, Bindlach 2014, ISBN 978-3-86804-358-7
- zusammen mit Philipp von Ketteler: Konrad, der Kanzler : Konrad Adenauer – sein Leben für Kinder erzählt. Unter Zusammenarbeit mit Konrad Adenauer. Aschendorff, Münster 2009, ISBN 978-3-402-12809-1
- Prinzessin Rosalea
  - Prinzessin Rosalea und das Geheimrezept. Illustrationen von Julia Ginsbach, Loewe, Bindlach 2009, ISBN 978-3-7855-6638-1
  - Prinzessin Rosalea rettet die Elfenkönigin. Illustrationen von Julia Ginsbach, Loewe, Bindlach 2009, ISBN 978-3-7855-6885-9
  - Prinzessin Rosalea und der Muschelpalast. Illustrationen von Julia Ginsbach, Loewe, Bindlach 2010, ISBN 978-3-7855-6904-7
  - Prinzessin Rosalea bei den Zauberponys. Illustrationen von Julia Ginsbach, Loewe, Bindlach 2011, ISBN 978-3-7855-6948-1
- Sherlock von Schlotterfels
  - Bd. 1. Ein Gespenst auf Schatzjagd. Ravensburger Buchverlag, Ravensburg 2009, ISBN 978-3-473-34828-2
  - Bd. 2. Ein schauriger Geburtstag. Ravensburger Buchverlag, Ravensburg 2009, ISBN 978-3-473-34830-5
  - Bd. 3. Der verrückte Feuerspuk. Ravensburger Buchverlag, Ravensburg 2009, ISBN 978-3-473-34831-2
  - Bd. 4. Schweineraub im Streichelzoo. Ravensburger Buchverlag, Ravensburg 2009, ISBN 978-3-473-34829-9
  - Bd. 5. Ganoven im Schlosspark. Ravensburger Buchverlag, Ravensburg 2010, ISBN 978-3-473-34832-9
  - Bd. 6. Ein Gespenst unter Verdacht. Ravensburger Buchverlag, Ravensburg 2010, ISBN 978-3-473-34833-6
  - Bd. 7. Das Geheimnis der schwarzen Katze. Ravensburger Buchverlag, Ravensburg 2010, ISBN 978-3-8337-2695-8
  - Bd. 8. Gaunerjagd zur Geisterstunde. Ravensburger Buchverlag, Ravensburg 2011, ISBN 978-3-8337-2788-7
- zusammen mit Werner Färber:  Biete Luftschloss, suche Traumprinzen. Sonderausgabe, Ravensburger Buchverlag, Ravensburg 2008, ISBN 978-3-473-54342-7
- Die Zauberfreundin. Mit Bildern von Katharina Wieker, Loewe, Bindlach 2007, ISBN  	 978-3-7855-4753-3
- zusammen mit Angela Waidmann: Frösche & Traumprinzen. Zwei Liebesgeschichten ab 12, Sonderausgabe, Ravensburger Buchverlag, Ravensburg 2007, ISBN 978-3-473-54295-6
- Pleiten, Pech & Peinlichkeiten. Ravensburger Buchverlag, Ravensburg 2005, ISBN 3-473-52286-4
- Die geheimnisvolle Schatzsuche. Mit Bildern von Achim Ahlgrimm, Coppenrath, Münster 2004, BOX-ISBN 978-3-8157-3191-8
- Laura@Internat
  - Bd. 1. Laura will es wissen. Kerle bei Herder, Freiburg im Breisgau 2003, ISBN 3-451-70479-X
  - Bd. 2. Geheimsache: Klatschmohn. Kerle bei Herder, Freiburg im Breisgau 2003, ISBN 3-451-70480-3
  - Bd. 3. Live auf Sendung. Kerle bei Herder, Freiburg im Breisgau 2003, ISBN 3-451-70533-8
  - Bd. 4. Rettet das Internat Kerle bei Herder, Freiburg im Breisgau 2004, ISBN  	 3-451-70534-6
- Die Gespensterschule
  - Bd. 1. Amalia und das Fledermausschloss. Kerle bei Herder, Freiburg im Breisgau 2001, ISBN 3-451-70394-7
  - Bd. 2. Amalia und die Gespensterpiraten. Kerle bei Herder, Freiburg im Breisgau 2002, ISBN 3-451-70436-6
  - Bd. 3. Amalia und der verborgene Schatz. Kerle bei Herder, Freiburg im Breisgau 2002, ISBN 3-451-70438-2
  - Bd. 4. Amalia und die Gruseltouristen. Kerle bei Herder, Freiburg im Breisgau 2002, ISBN 3-451-70474-9
  - Bd. 5. Amalia und die Gespensterreiter. Kerle bei Herder, Freiburg im Breisgau 2002, ISBN 3-451-70475-7
- In der Reihe "Duden Leseprofi" (1. Klasse):
  - Das Gespenst im Klassenzimmer. Fischer Duden Kinderbuch, Fischer Verlag, Frankfurt am Main 2016, ISBN 978-3-7373-3231-6
  - Nick, Lotta und die Mutkastanie. Fischer Duden Kinderbuch, Fischer Verlag, Frankfurt am Main 2016, ISBN 978-3-7373-3276-7
  - Ein verrückter Besuch beim Tierarzt. Fischer Duden Kinderbuch, Fischer Verlag, Frankfurt am Main 2016, ISBN 978-3-7373-3357-3
  - Ein zauberhafter Babysitter. Fischer Duden Kinderbuch, Fischer Verlag, Frankfurt am Main 2016, ISBN 978-3-7373-3397-9
- In der Reihe "Leserabe" (2./3. Klasse):
  - Hundegeschichten. (2. Klasse) Mit Bildern von Anja Rieger, Ravensburger Buchverlag, Ravensburg 2004, ISBN   3-473-36039-2
  - Geistertanz um Mitternacht. (3. Klasse) Mit Bildern von Harmen van Straaten, Ravensburger Buchverlag, Ravensburg 2005, ISBN 3-473-36089-9
  - Verliebt um Mitternacht. (3. Klasse) Ravensburger Buchverlag, Ravensburg 2017, ISBN 978-3-473-36519-7
  - Der verrückt verhexte Geburtstag. (2. Klasse) Ravensburger Buchverlag, Ravensburg 2019, ISBN 978-3-473-36145-8
  - Ein Fall für die Superheldin. (2. Klasse) Ravensburger Buchverlag, Ravensburg 2020, ISBN 978-3-473-36157-1
- In der Reihe "Lesetiger" (ab 6 Jahren):
  - Freundinnengeschichten. Loewe Verlag, Bindlach 2010, ISBN 978-3-7855-6997-9
  - Weihnachtsgeschichten. Illustrationen von Betina Gotzen-Beek, Loewe Verlag, Bindlach 2010, ISBN 978-3-7855-6492-9
  - Feuerwehrgeschichten. Loewe Verlag, Bindlach 2013, ISBN 978-3-7855-7437-9
  - Waldgeschichten. Loewe Verlag, Bindlach 2015, ISBN 978-3-7855-7980-0
  - Pilotengeschichten. Loewe Verlag, Bindlach 2015, ISBN 978-3-7855-7825-4
  - Tino und die Zeitmaschine. Loewe Verlag, Bindlach 2015, ISBN 978-3-7855-8117-9
- In der Reihe "Lesepiraten" (ab 7 Jahren):
  - Mädchengeschichten. Illustrationen von Heike Wiechmann. Loewe, Bindlach 2004, ISBN 3-7855-4946-6
  - Wikingergeschichten. Illustrationen von Petra Theissen, Loewe, Bindlach 2004, ISBN 3-7855-5155-X
  - Schulfreundegeschichten. Illustrationen von Betina Gotzen-Beek, Loewe, Bindlach 2005, ISBN 3-7855-5514-8
  - Skatergeschichten. Illustrationen von Silke Voigt, Loewe, Bindlach 2006, ISBN  	 978-3-7855-5651-1
  - Ponyfreundegeschichten. Illustrationen von Silke Voigt, Loewe, Bindlach 2006, ISBN  978-3-7855-5735-8
  - Burggeschichten. Illustrationen von Eva Czerwenka, Loewe, Bindlach 2008, ISBN 978-3-7855-5995-6
  - Polizeigeschichten. Illustrationen von Karin Bauer, Loewe, Bindlach 2009, ISBN 978-3-7855-6551-3
  - Seeräubergeschichten. Illustrationen von Ines Rarisch, Loewe, Bindlach 2010, ISBN 978-3-7855-6345-8
- In der Reihe "Lesekönig" (ab 8 Jahren):
  - Gespensterpferde und andere Geheimnisse. Zeichnungen von Astrid Vohwinkel, Loewe Verlag, Bindlach 2003, ISBN 3-7855-4617-3
  - Lästerschwester. Loewe Verlag, Bindlach 2003, ISBN 978-3-7855-4794-6
  - Reiterferiengeschichten. Zeichnungen von Anne Wöstheinrich. Loewe Verlag, Bindlach 2004, ISBN 3-7855-4784-6
  - Reiterhof-Rallye. Zeichnungen von Anne Wöstheinrich und Rebecca Abe, Loewe Verlag, Bindlach 2007, ISBN 978-3-7855-6055-6
  - Mammutgeschichten. Zeichnungen von Leopé, Loewe Verlag, Bindlach 2008, ISBN 978-3-7855-5004-5
  - Drachengeschichten. Zeichnungen von Wilfried Gebhard, Loewe Verlag, Bindlach 2008, ISBN 978-3-7855-6171-3
  - Im Tal der Goldgräber. Zeichnungen von Heribert Schulmeyer, Loewe, Bindlach 2005, ISBN 3-7855-5327-7
- In der Reihe "Tatort Erde" (ab 10 Jahren):
  - Koalas spurlos verschwunden! Ein Ratekrimi aus Australien. Illustrationen von Daniel Sohr, Loewe, Bindlach 2005, ISBN 3-7855-5383-8
  - Auf der Flucht durch Tokio. Ein Ratekrimi aus Japan. Illustrationen von Daniel Sohr, Loewe, Bindlach 2006, ISBN 978-3-7855-5667-2
  - Zum Dinner ohne Alibi. Ein Ratekrimi aus England. Illustrationen von Daniel Sohr, Loewe, Bindlach 2007, ISBN 978-3-7855-5724-2
  - Die Millionen-Dollar-Verschwörung. Ein Ratekrimi aus den USA. Illustrationen von Joachim Krause, Loewe, Bindlach 2008, ISBN 978-3-7855-4665-9
  - Falsches Spiel in Madrid. Ein Ratekrimi aus Spanien, Illustrationen von Joachim Krause, Loewe, Bindlach 2011, ISBN 978-3-7855-7137-8

## Rezeption
Vertonung
- Reiterferiengeschichten. Audio-CD. Gesprochen von Meike Harten, Regie: Anja Hasse und Jens Kronbügel, Jumbo, Hamburg 2005.
- Koalas spurlos verschwunden!. Audio-CD. Sprecher: Peter Veit, Stefanie Müller. Regie: Anke Susanne Hoffmann und Volker Gerth, Audio Media, München 2007.
- Auf der Flucht durch Tokio. Audio-CD. Sprecher: Peter Veit, Stefanie Müller. Regie: Anke Susanne Hoffmann und Volker Gerth, Audio Media, München 2007.
- Zum Dinner ohne Alibi. Audio-CD. Sprecher: Peter Veit, Stefanie Müller. Regie: Stephanie Mende, Audio Media, München 2007.
- Drachengeschichten. Audio-CD, gesprochen von Stephan Schad. Regie: Stefanie Müthel, Jumbo, Hamburg 2008.
- Sherlock von Schlotterfels. 8 CDs. Gesprochen von Robert Missler, Jumbo, Hamburg 2010.[9]